# Marko Kern
Marko Kern (Slavonski Brod, 17. veljače 1948. – Poreč, 21. veljače 2018.) akademski slikar.

## Životopis
Marko Kern se rodio 17. veljače 1948. godine u Slavonskom Brodu, kao treći sin majke Justine i oca Radoslava. Potječe iz građanske obitelji i vrlo rano dolazi u dodir s umjetnošću. 1963. godine 
u Slavonskom Brodu, gdje pohađa i završava srednju školu dolazi u dodir sa zapadnom kulturom, te se oduševljava novom glazbom nazvanom rock and roll. U razdoblju do upisa na Akademiju likovnih umjetnosti osniva i sudjeluje u više glazbenih sastava lokalnog značaja kao pjevač.
1966. godine prema obiteljskoj želji upisuje Pravni fakultet u Zagrebu, koji napušta radi upisa na likovnu akademiju. Dvije godine kasnije, upisuje Akademiju likovnih umjetnosti u Zagrebu, gdje i diplomira 1972. u klasi Raula Golodonija. Iste godine ima prvu značajniju samostalnu izložbu u galeriji SC u Zagrebu, te zapoćinje rad na ciklusu pod nazivom "Stradanje jednog naroda".
1973. godine zapošljava se kao dizajner u tvornici namještaja "Oriolik" a dvije godine kasnije u tvornici "Slavonija DI", gdje kao dizajner namještaja dobiva nekoliko nagrada. godinu kasnije završava fotografski zanat, te radi u nekoliko europskih studija kao dizajner i fotograf.
1975. u Slavonskom Brodu otvara prvu privatnu galeriju u bivšoj državi, atelje "KERN", u kojoj u dvije godine priređuje oko dvadesetak izložbi poznatih umjetnika. Radi na novom ciklusu pod nazivom "Istra".
1977. godine rodio mu se prvi sin Hrvoje iz braka sa suprugom Vesnom. Seli u Zagreb, gdje mu se nakon godinu dana rodio drugi sin Berislav. Godinu kasnije radi kao likovni urednik u tiskari "Zagreb". U tom periodu ima nekoliko zapaženih izložbi. Iz tog perioda zapažen mu je ciklus posvećen Istri i istarskom pejsažu. Objavljuje grafičku mapu "Njihova prva ljubavna pjesma".
1981. godine zapošljava se kao likovni urednik u tiskari "Turistkomerc", gdje ostaje do 1984. godine kad prelazi u samostalne umjetnike, u kojem statusu djeluje i danas.
1985. započinje jedan od svojih najvećih ciklusa "Korablje", gdje povezuje Slavoniju i rijeku Savu s Istrom kao jednu cjelinu. Toj tematici se vraća u više navrata.
1990. godine radi ciklus "Šetači" posvetu pjesniku Tinu Ujeviću i gradu Zagrebu. Dvije godine kasnije radi seriju slika pod nazivom "Erotika".

1993. godine stvara novi ciklus inspiriran Slavonskim konjima, gdje kroz portrete konja pokazuje bogatstvo i blagostanje svoje Slavonije. Iduće godine započinje svoj najambiciozniji projekt nazvan "Kernstruktivizam".
2004. godine radi ciklus grafika posvečenih svojoj mladenačkoj rock & roll ikoni Elvisu Presleyju.
2005. godine već teško bolestan povlači se u svoju kuću kraj Poreča i započinje rad na ciklusa nazvanom "Ćisti pejsaž", gdje horizont slavonske ravnice postaje horizont mora.

Marko Kern je izlagao na 58 samostalnih i oko 550 kolektivnih izložaba. U svom umjetničkom radu naslikao je preko 850 slika i izradio tri ciklusa grafika. Sudjelovao je na mnogim likovnim kolonijama u zemlji i inozemstvu, te surađivao kao scenograf u nekoliko kazališnih predstava. Likovno je uredio oko 50 monografija te izradio mnogo turističkih plakata, postera i omota za gramofonske ploče. Surađuje s nekoliko inozemnih galerista u Italiji i Njemačkoj te polako proređuje izlaganje u domovini.
Predgovore o slikarstvu Marka Kerna pisali su:
- Tomo Brkljačić, Davor Matičević, Vanda Ekl, Argeo Curto, Duško Trifunović, Branislav Glumac, Željko Sabol, Juraj Baldani, Jure Kaštelan, Gorka Cvajner-Ostojić, Josip Palada, Miroslav Mađer, Josip Škunca, Marino Zurl, Oto Švajcer, Bogdan Mesinger, Mladen Lucić, Dubravko Horvatić, Darko Glavan i Branimir Pešut.

## Samostalne izložbe
- 1970. - Slavonski Brod, Muzej Brodskog Posavlja
- 1972. - Zagreb, Galerija SC, Slavonski Brod, Spomen dom "Đuro Salaj" (danas Ivana Brlić Mažuranić)
- 1975. - Slavonski Brod, Atelier Kern
- 1976. - Slavonski Brod, Atelier Kern
- 1979. - Rovinj (Zavičajni muzej), Bale (Kaštel Bembo), Pula (Galerija "URBIS 72"), Labin (Galerjia "URBIS 72"), Pazin (Etnološki muzej), Zagreb (Galerija "Karas"), Zagreb (Galerija "Chromos")
- 1980. - Zagreb (Galerija Forum)
- 1981. - Samobor (Samoborski muzej), Rijeka (Pomorski i povijesni muzej), Zagreb (galerija Karas)
- 1982. - Poreč (Zavičajni muzej)
- 1983. - Ilirska Bistrica (Galerija Plutal), Ilirska Bistrica (Dom JNA), Zagreb (Galerija hotel "Dubrovnik"), Zagreb (Mjesna zajednica Travno), Slavonski Brod (Galerija "Vladimir Becić")
- 1984. - Zagreb (Galerija "44")
- 1985. - Vinkovci (Galerija umjetnosti), Krk (Galerija narodne čitaonice)
- 1986. - Punat (Galerija "TOŠ"), Beograd (Galerija "Jugohemije")
- 1987. - Zaprešić (Galerija "RotondaZagreb"), Elvis Presley Galerija Bela
- 1988. - Zagreb (Galerija INA projekt), Osijek (Galerija "Zodijak"), Slavonski Brod (Galerija "Antik"), Zagreb (Galerija "Phoenix"), Zaprešić (Galerija "KAJ")
- 1989. - Beograd (Galerija "73"), Slavonski Brod (Galerija "Antik"), Karlovac (Galerija "TOP"),

Zagreb (Galerija "Loyd")
- 1990. - Zagreb (Foto galerija "Likum"), Zagreb (Galerija INA trgovina), Zagreb (Galerija Hotel Palace)
- 1991. - Zagreb (Galerija "Urlich")
- 1992. - Zagreb (Galerija "Meštrović")
- 1994. - Zagreb (Likovni kutić "Adriatic"), Đakovo (Spomen muzej JJ Strossmayer), Zaprešić (Galerija "Bistro")
- 1995. - Đurđevac (Galerija "Stari grad"), Zagreb (MGC Gradec)
- 1996. - Slavonski Brod (Galerija PBZ), Rijeka (Galerija PBZ), Rijeka (Galerija "SINA"), Valpovo (Galerija PBZ)
- 1997. - Karlovac (Galerija "Zorin dom")
- 1998. - Vinkovci (Gradski muzej Vinkovci)
- 1999. - Slavonski Brod (Galerija knjižnice "Josip Benčević")
- 2002. - Slavonski Brod (Galerija knjižnice "Josip Benčević")
- 2005. - Slavonski Brod (Galerija "Vladimir Becić")
- 2011. - Slavonski Brod (Gradska knižnica Slavonski Brod)
- 2017. - Slavonski Brod (Gradska knižnica Slavonski Brod)

## Vanjske poveznice
- Grafike
- Slike
- Emil Cipar: Dečko s bajera. Tko je Marko Kern, Sbplus.hr, 11. rujna 2011.
- Marija Radošević: Izložba posvećena Krunoslavu Kernu. Hommage slikaru Broda i Save, Sbplus.hr, 16. prosinca 2015.